# Andrena runcinatae
Andrena runcinatae là một loài Hymenoptera trong họ Andrenidae. Loài này được Cockerell mô tả khoa học năm 1906.